# Джо Валачи
Джо Валачи (на английски: Joseph 'Joe Cargo' Valachi) е член на Коза Ностра (именно той прави това име популярно). Известен е още като Чарлс Чанбано и Антъни Сордж.
Той за първи път официално признава съществуването на мафията. Свидетелства в съдебен процес срещу американската мафия през октомври 1963 г. Неговите основни задължения са на шофьор на небезизвестната престъпна фамилия Дженовезе.